# Madonna col Bambino e i santi Biagio e Sebastiano
Madonna col Bambino e i santi Biagio e Sebastiano è un dipinto di Antonio Badile II, realizzato con la tecnica della pittura a tempera su tavola, conservato nel Museo di Castelvecchio a Verona.